# Shia LaBeouf
Shia Saide LaBeouf (n. 11 iunie 1986) este un actor, regizor, scenarist și comedian american. LaBeouf și-a început cariera în comedie la 10 ani, iar apoi s-a lansat în actorie la 12 ani. El a devenit cunoscut în rândul publicului mai tânăr pentru rolul său în serialul Disney Channel, Even Stevens, de asemenea a apărut în trei filme Disney. În 2003,  LaBeouf și-a făcut debutul în filmul Holes, de asemenea, apare în rolul principal în The Battle of Shaker Heights în același an.
În 2005, LaBeouf a făcut tranziția la roluri mai mature cu The Greatest Game Ever Played. În 2007, el a jucat în rolurile principale în Disturbia și Transformers. În anul următor el a apărut în Indiana Jones and the Kingdom of the Crystal Skull ca fiul lui Indiana și a apărut ca Jerry Shaw în Eagle Eye. În 2009, el a reluat rolul lui Sam Witwicky din continuarea Transformers, Transformers: Revenge of the Fallen și a apărut în New York, I Love You, înainte de a juca cu Michael Douglas în Wall Street: Money Never Sleeps (2010). Filmele sale viitoare includ roluri principale în Transformers: Dark of the Moon și The Associate. În 2004 și-a făcut debutul regizoral prin regizarea „Lets Love Hate” cu Lorenzo Eduardo. Cinci ani mai târziu, el a regizat, de asemenea, videoclipul muzical al lui Cage pentru single „I Never Knew You”.
LaBeouf a fost într-o relație pe termen lung cu China Brezner, care a început în 2004 și s-a terminat în 2007. Apoi s-a întâlnit cu Carey Mulligan din vara lui 2009 până în octombrie 2010. În noiembrie 2007, LaBeouf a fost arestat pentru violare de proprietate într-un Walgreens din Chicago după ce a refuzat să plece; acuzațiile penale au fost retrase în luna următoare. În iulie 2008, LaBeouf a fost implicat într-un accident de mașină, care a fost provocat de alt șofer. LaBeouf a fost arestat de la locul unde a avut loc accidentul pentru conducerea mașinii în stare de ebrietate, iar carnetul de conducere i-a fost suspendat pentru un an de zile deoarece a refuzat un test cu alcoolmetrul. Ca urmare a rănilor suferite în accident, el a fost supus mai multor intervenții chirurgicale la mâna stângă, care are cicatrici și leziuni permanente.

## Filmografie

### Film
| An   | Titlu                                              | Rol                             | Note                             |
| ---- | -------------------------------------------------- | ------------------------------- | -------------------------------- |
| 1998 | The Christmas Path                                 | Cal                             |                                  |
| 1998 | Monkey Business                                    | Wyatt                           |                                  |
| 1998 | Breakfast with Einstein                            | Joey                            | Film de televiziune              |
| 2001 | Hounded                                            | Ronny van Dussel                | Film de televiziune              |
| 2002 | Tru Confessions                                    | Eddie Walker                    | Film de televiziune              |
| 2003 | The Even Stevens Movie                             | Louis Stevens                   | Film de televiziune              |
| 2003 | The Battle of Shaker Heights                       | Kelly Ernswiler                 |                                  |
| 2003 | Charlie's Angels: Full Throttle                    | Max Petroni                     |                                  |
| 2003 | Dumb and Dumberer: When Harry Met Lloyd            | Lewis                           |                                  |
| 2003 | Holes                                              | Stanley "Caveman" Yelnats IV    |                                  |
| 2004 | I, Robot                                           | Farber                          |                                  |
| 2005 | The Greatest Game Ever Played                      | Francis Ouimet                  |                                  |
| 2005 | Nausicaä of the Valley of the Wind                 | Asbel (voce)                    | Dublare în engleză               |
| 2005 | Constantine                                        | Chas Kramer                     |                                  |
| 2006 | Bobby                                              | Cooper                          |                                  |
| 2006 | A Guide to Recognizing Your Saints                 | Young Dito                      |                                  |
| 2007 | Disturbia                                          | Kale Brecht                     |                                  |
| 2007 | Surf's Up                                          | Cody Maverick (voce)            |                                  |
| 2007 | Transformers                                       | Sam Witwicky                    |                                  |
| 2008 | Indiana Jones and the Kingdom of the Crystal Skull | Henry "Mutt Williams" Jones III |                                  |
| 2008 | Eagle Eye                                          | Jerry Shaw / Ethan Shaw         |                                  |
| 2009 | Transformers: Revenge of the Fallen                | Sam Witwicky                    |                                  |
| 2009 | New York, I Love You                               | Jacob                           |                                  |
| 2010 | Wall Street: Money Never Sleeps                    | Jacob "Jake" Moore              |                                  |
| 2011 | Transformers: Dark of the Moon                     | Sam Witwicky                    |                                  |
| 2011 | Maniac                                             | Camera Man                      | Regizor Film scurt               |
| 2011 | Born Villain                                       |                                 | Co-scenarist, regizor Film scurt |
| 2012 | Howard Cantour.com                                 |                                 | Regizor Film scurt               |
| 2012 | Lawless                                            | Jack Bondurant                  |                                  |
| 2012 | The Company You Keep                               | Ben Shepard                     |                                  |
| 2013 | Charlie Countryman                                 | Charlie Countryman              |                                  |
| 2013 | Nymphomaniac                                       | Jerôme                          |                                  |
| 2014 | Fury                                               | Boyd Swan                       |                                  |
| 2015 | Man Down                                           | Gabriel Drummer                 |                                  |

## Viața personală
În septembrie 2018, a fost anunțat că cuplul s-a separat și a cerut divorțul. Cu toate acestea, în februarie 2022, sa raportat că Goth era însărcinată cu primul lor copil. Au o fiică, născută în martie 2022.